# Informix Dynamic Server
Informix Dynamic Server (IDS) は、IBMのオブジェクト関係データベース管理システム (ORDBMS)。
当初はInformix Softwareの製品であったが、2001年のIBMによる同社の買収に伴い、IBMソフトウェア部門の「インフォメーション・マネジメント」ブランドの1製品となった。IBMはIDSを戦略データサーバと位置づけ、DB2との技術共通化を表明している。

## エディション
IBMは、Informix Dynamic Server (IDS) を、複数のエディションで出荷している。
Informix Dynamic Server Enterprise Edition (IDS-EE)
すべての機能を備えており、中規模から大規模なシステム向けに設計されている。単一プロセサから数百プロセサの UNIX、Linux、Windowsでの稼動が可能である。大量のオンライントランザクション処理 (OLTP) を要する場合や、高速なトランザクション応答、365日24時間の可用性、低い管理費用、一人もしくは少ない人数のデータベース管理者 (DBA) だけで数千の IDS サーバーのリモート管理などを支援する。Enterprise Replication (ER) の機能をもつただ一つのエディションである。バージョン11からリモートセカンダリサーバ (RSS) 機能が使えるようになっている。
Informix Dynamic Server Workgroup Edition (IDS-WGE)
部門やワークグループ、中規模のシステム向けに設計されている。データベースの管理業務を低減しつつ高い信頼性と高い可用性を要する用途を想定する。高い可用性を実現するための複製機能 (High-availability Replication, HDR) を備えている。オンライントランザクション処理 (OLTP) に必要とされる多くの機能を提供する。Enterprise Replication (ER) の機能については限定的な提供となる。このエディションのライセンスが対象とするのは、最大で4つのCPU、8ギガバイトの主記憶装置 (メインメモリ) までの環境である。
Informix Dynamic Server Express Edition (IDS-Express)
中小規模の企業のシステムを想定用途とする。他のエディションと比べて低いライセンス費用での使用が可能である。LinuxあるいはWindowsが稼動する32ビットのx86のCPUでのみ稼動が可能である。高い可用性を実現するための複製機能 (High-availability Replication, HDR) 、Enterprise Replication (ER) の機能については、提供されない。このエディションのライセンスが対象とするのは、最大で2つのCPU、4ギガバイトの主記憶装置までの環境である。アプリケーションソフトウェアを変更することなく上位エディションへのアップグレードが可能である。
Informix Dynamic Server Developer Edition (IDS-DE)
IDSによるデータベース開発をするための機能を提供する。無償で利用可能であるが、サポートはない。開発目的にのみ使用可能である (本番環境で稼動させることはできない) 。
以上の各エディションは、IBMのプロセサ数、あるいは許可されたユーザ数、あるいは同時接続セション数に基づく、価格体系の枠内で選ぶことにより使用料金が決まる。

## 歴史
Roger Sippl と Laura King が1980年に設立した Relational Database Systems（RDS、後の Informix Software）は、成長しつつある関係データベース管理システム (RDBMS) 市場に注目した。
1981年に Relational Database Systems（RDS) は、Informix（INFORMation on unIX）をリリースした。これには独自の言語 Informer が含まれていた。また、データを抽出して読みやすい報告書を作成するサブシステム ACE も付属していた。画面入力フォーム作成ツール PERFORM もあり、ユーザーが対話的にデータベースとやりとりすることができた。この製品の最終バージョンは 3.30 で、1986年にリリースされた。
1985年、新たなSQLベースのクエリエンジンが INFORMIX-SQL（ISQL）バージョン1.10 の一部としてリリースされた。もちろん、ACE と PERFORM のSQL対応版も含まれている。ISQL と以前の Informix の最大の違いは、データベースアクセスコードをクライアントコードと完全に分離した点である。これがクライアント・サーバ型のデータベースシステムへの布石となった。
1980年代前半を通して、Informix は市場で優位に立つことはなかったが、1980年代中ごろには UNIX と SQL の組合せが人気となり、情勢が変わってきた。1986年には Relational Database Systems（RDS) は、社名を Informix Software に変更した。当時の製品は INFORMIX-SQL バージョン2.00 と INFORMIX-4GL 1.00 であり、どちらもデータベースエンジンと開発ツールを含んでいる（I4GL はプログラマ向け、ISQL は非プログラマ向け）。
その後も新製品のリリースが続き、新たなクエリエンジンを使った INFORMIX-Turbo がリリースされた。Turbo は ISAM よりマルチユーザー性能が優れた RSAM 技術を使っている。1989年、バージョン4.00 製品がリリースされ、Turbo は INFORMIX-OnLine と改称（オンライン状態でユーザーが使用中にデータベースバックアップが可能）、従来のC-ISAMベースのサーバ機能（ISQL と I4GL）はツール群と分離され、INFORMIX-SE（Standard Engine）と改称された。Informix OnLine の バージョン5.00 は1990年末にリリースされた。これには2相コミットとストアドプロシージャによる分散トランザクション機能が含まれている。
1994年、シークエント・コンピュータとの協業で、Informix Software はバージョン6.00データベースサーバをリリースした。その目玉となった機能が動的スケーラブルアーキテクチャ（DSA）である。
DSA は製品のエンジン中核部を大幅に刷新し、垂直および水平の並行性をサポートするもので、シークエントが得意とした対称型マルチプロセッシング (SMP) 向きのマルチスレッド型コアを採用していた。この動きにサン・マイクロシステムズやヒューレット・パッカードも追随した。これにより業界でもトップレベルのスケーラビリティを備え、オンライントランザクション処理 (OLTP) にもデータウェアハウス (DWH) にも対応可能となった。
現在は Informix Dynamic Server (IDS) として知られるこの製品は 1994年にバージョン7 がリリースされた。当時、ちょうどUNIXでは対称型マルチプロセッシング (SMP) が一般化しつつあった。バージョン7は当時の競合他社製品より進んでおり、性能ベンチマークでも常に勝っていた。その結果、Informix は1997年までにSybaseを押しのけ、業界2位となったのである。
バージョン7の成功により、Informix は中核部分の設計を2段階とし、従来からの延長を XMP（eXtended Multi Processing）、より大型のシステム向けを XPS（eXtended Parallel Server）として、バージョン8をリリースした。XPS はデータウェアハウスやクラスター上のデータベースを指向している。
1995年、Informix Software はオブジェクト関係データベース管理システム (ORDBMS) に着目し、Illustra を買収した。Illustra はマイケル・ストーンブレーカーのPostgres開発チームが作ったもので、データベースとオブジェクトを関連付ける各種機能を備え、多くのプロジェクトでプログラミングにかかる時間を劇的に改善できる機能が備わっていた。Illustra には DataBlades と呼ばれる新たなデータ型をサーバに導入できる機能があった。これらの機能がSQLが時系列データやマルチメディアデータを扱う際の問題への解決策を与えた。Informix はこれらの機能を 7.x OnLine 製品に取り入れ、Informix Universal Server (IUS) と名づけた（また、通常バージョン9と呼ばれている）。
バージョン8 (XPS) と バージョン9 (IUS) は1996年にリリースされ、Informix は三大データベース企業（他はOracleとSybase）の中でいち早くオブジェクト関係データベースをサポートすることとなった。特に DataBlades は注目され、人気となり、即座に各プラットフォームに移植されていった。他社はこの動きにあわてた。オラクルは追加パッケージとして時系列サポートを1997年に行い、Sybaseはサードパーティーに解決策を求めた。
Informix Softwareは、技術的には成功したものの、経営上の失敗が度重なって 2000年までに財政的に極めて困難な状態となった。
2001年、Informix最大の顧客であったウォルマートの示唆を受けて、IBMがInformix Softwareを買収した。IBM は DB2 と Informix の技術共通化に関する長期計画を持っている。2005年初め、IBM は Informix Dynamic Server (IDS) バージョン10 をリリースした。
2006年、IBM内でデータサーバ技術をInformix Dynamic Server (IDS) に集約する動きがあった。DB2部門を統括していたJanet Pernaは30年以上勤務した同社を退職し、同部門はDB2 Information Management部門からInformation Management部門へと改称された。
Informix Dynamic Server (IDS) はIBM内では戦略データサーバ (strategic data server) という位置づけにされた。2007年、IBMはInformix Dynamic Server (IDS) バージョン11をリリースした。2008年5月、IBMはInformix Dynamic Server (IDS) バージョン11.5を発表した。2011年4月、IBMはInformix Dynamic Server (IDS) バージョン11.70を発表した。